# Giandomenico Spinola
Giandomenico Spinola (* 1580 in Genua; † 11. August 1646 in Mazara), auch Giovanni Domenico Spinola war ein italienischer Bischof und Kardinal.

## Biografie

Kardinalwappen von Giandomenico Spinola (schematische Darstellung)

Spinola wurde 1580 in Genua geboren. Obwohl nur wenige Aufzeichnungen über seinen familiären Hintergrund oder seine Ausbildung existieren, wird er als Questore (Beauftragter) des Päpstlichen Amtes für das Schatzamt in seiner Heimatstadt während der Regierungszeit von Papst Paul V. aufgeführt.
Später zog Spinola nach Rom, wo er unter der Leitung des Erzbischofs von Genua, Antonmaria Sauli, in eine Reihe von kirchlichen Verwaltungspositionen berufen wurde.
Spinola wurde 1625 als Verwalter in die Erzdiozese Messina entsandt und nach seiner Rückkehr nach Rom von Papst Urban VIII. 1626 zum Kardinal erhoben, mit der Basilika San Clemente als seiner Titelkirche. Er wurde auch zum Kardinalprotektor seines Heimatlandes, der Republik Genua, ernannt und wurde so ihr offizieller Vertreter beim Heiligen Stuhl.
1629 erhielt Spinola auch den Titel des Kardinalpriesters der Kirche Santa Cecilia in Trastevere, den er bis zur Aufgabe des Titels von San Clemente am 17. August 1637 innehatte. Im November 1630 wurde er zum Erzbischof von Acerenza und Matera ernannt. Im November 1630 wurde er von Domenico de’ Marini, Erzbischof von Genua, zum Bischof geweiht, wobei Angelo Mascardi, Bischof von Noli, Pietro Francesco Costa, Bischof von Albenga, und Vincenzo Giovanni Spínola, Bischof von Brugnato, als Mitkonsekratoren fungierten. Am 26. April 1632 wurde er unter Beibehaltung des persönlichen Ranges eines Erzbischofs an den Bischofssitz von Luni-Sarzana versetzt. Am 1. Dezember 1636 wurde er erneut versetzt, diesmal in die Diözese Mazara del Vallo auf Sizilien, wobei er weiterhin den Rang eines Erzbischofs behielt.
Zwischen 1642 und 1643 diente Spinola auch als Camerlengo des Heiligen Kardinalskollegiums. Er nahm an der päpstlichen Konklave von 1644 teil, die Papst Innozenz X. wählte.
Kardinal Spinola starb 1646 in Mazara und wurde in der Kapelle des San Gaetano in der Kathedrale von Mazara begraben.